# Eumargarodes laingi
Eumargarodes laingi är en insektsart som beskrevs av Jakubski 1950. Eumargarodes laingi ingår i släktet Eumargarodes och familjen pärlsköldlöss. Inga underarter finns listade i Catalogue of Life.